# 살로 (이탈리아)

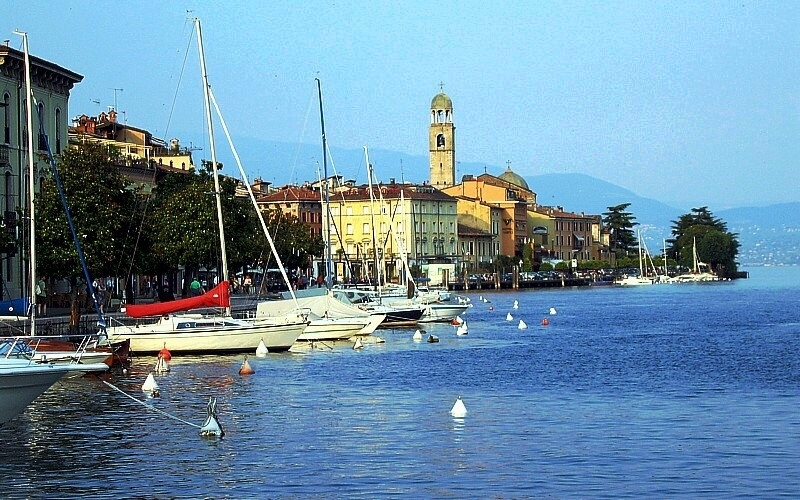
살로

살로(이탈리아어: Salò)는 이탈리아 롬바르디아주 브레시아도에 위치한 코무네로 면적은 29km2, 높이는 65m, 인구는 10,640명(2009년 4월 30일 기준), 인구 밀도는 370명/km2이다. 가르다호와 접한다. 1943년 7월 25일부터 1945년 4월 25일까지 존재했던 나라인 이탈리아 사회 공화국의 수도였던 곳이다.